# 이상신 (정치인)
이상신(李尙信, 1928년 3월 5일~1983년 3월 16일)은 대한민국의 정치인이다. 제5·8·9·10대 국회의원을 지냈다.

## 역대 선거 결과
|  | 3.70% |

|  | 13.20% |

|  | 22.33% |

|  | 26.26% |

|  | 31.05% |

|  | 56.31% |

|  | 0% |

|  | 24.92% |